# Ruby-Spears Productions

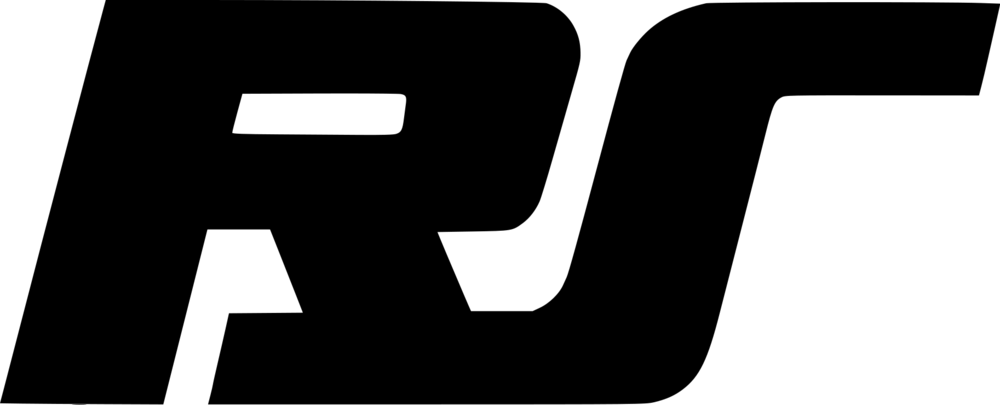
Logo de Ruby-Spears

Ruby-Spears Productions, aussi connu comme Ruby-Spears Enterprises, est une société de production de divertissements basée à Burbank (Californie), spécialisée dans l'animation.
La firme fut fondée en 1977 par deux vétérans de l'animation, Joe Ruby et Ken Spears, qui ont notamment créé Scooby-Doo pour Hanna-Barbera. 
La firme a signé les séries animées Fangface, Arok le barbare, Rickety Rocket, et d'autres tel que Mister T., Rubik, the Amazing Cube, Turbolide, la version de 1983 de Alvin et les Chipmunks, Rambo, les séries et films Looney Tunes, la série animée 1988-1989 de Police Academy, la série de 1988 de Superman, et la série américaine Mega Man.

## Séries télévisées
- 1978 : Fangface
- 1979 : Rickety Rocket
- 1979 : The Plastic Man Comedy Adventure Show
- 1980 : Arok le barbare
- 1980 : Heathcliff and Dingbat
- 1981 : Goldie (Goldie Gold and Action Jack)
- 1982 : Mork & Mindy
- 1982 : Les Poupies (The Puppy's Further Adventures)
- 1983 : Rubik, the Amazing Cube
- 1983 : Mister T.
- 1983 : Alvin et les Chipmunks
- 1984 : Turbolide (Turbo Teen)
- 1986 : Rambo
- 1986 : Lazer Tag
- 1988 : Police Academy
- 1988 : Superman
- 1989 : Dink le petit dinosaure
- 1990 : Les p'tits lardons (Piggsburg Pigs)
- 1992 : Les Cow-Boys de Moo Mesa (Wild West C.O.W.-Boys of Moo Mesa)
- 1994 : Mega Man
- 1995 : Skysurfer Strike Force